# Freya
Freya är ett släkte av spindlar. Freya ingår i familjen hoppspindlar.

## Dottertaxa tillFreya, i alfabetisk ordning[1]
- Freya albosignata
- Freya ambigua
- Freya arraijanica
- Freya atures
- Freya bicavata
- Freya bifida
- Freya bifurcata
- Freya chapare
- Freya chionopogon
- Freya decorata
- Freya demarcata
- Freya disparipes
- Freya dureti
- Freya dyali
- Freya emarginata
- Freya frontalis
- Freya grisea
- Freya guianensis
- Freya infuscata
- Freya justina
- Freya longispina
- Freya maculatipes
- Freya minuta
- Freya nannispina
- Freya nigrotaeniata
- Freya perelegans
- Freya petrunkevitchi
- Freya prominens
- Freya regia
- Freya rubiginosa
- Freya rufohirta
- Freya rustica